# Jimmy Pedro
James A. „Jimmy” Pedro (ur. 30 października 1970 w Danvers) – amerykański judoka. Czterokrotny olimpijczyk. Zdobył dwa brązowe medale na igrzyskach w Atlancie 1996 i Atenach 2004; piąty w Sydney 2000 i dwudziesty w Barcelonie 1992. Walczył w wadze półlekkiej i lekkiej.
Mistrz świata w 1999; trzeci w 1991 i 1995. Startował w Pucharze Świata w latach 1989, 1992, 1993, 1995–1998 i 2004. Triumfator igrzysk panamerykańskich w 1995 i 1999; trzeci w 1991. Zdobył sześć medali na mistrzostwach panamerykańskich w latach 1988 – 2004. Drugi na igrzyskach dobrej woli w 1990 i trzeci w 1994 roku.

## Letnie Igrzyska Olimpijskie 1992
| Konkurencja | Rundy eliminacyjne     | Rundy eliminacyjne  | Rundy eliminacyjne     | Klas. końcowa |
| Konkurencja | Przeciwnik I           | Przeciwnik II       | Przeciwnik III         | Miejsce       |
| ----------- | ---------------------- | ------------------- | ---------------------- | ------------- |
| 65 kg       | Walther Kaiser (LIE) Z | Au Woon Yiu (HKG) Z | Kenji Maruyama (JPN) P | 20.           |

## Letnie Igrzyska Olimpijskie 1996
| Konkurencja | Rundy eliminacyjne     | Rundy eliminacyjne          | Repasaże                  | Repasaże                   | Repasaże               | Finały                    | Klas. końcowa |
| Konkurencja | Przeciwnik I           | Przeciwnik II               | Przeciwnik I              | Przeciwnik II              | Przeciwnik III         | O 3 miejsce               | Miejsce       |
| ----------- | ---------------------- | --------------------------- | ------------------------- | -------------------------- | ---------------------- | ------------------------- | ------------- |
| 71 kg       | Danny Kingston (GBR) Z | Chaliuny Boldbaatar (MGL) P | Sebastián Alquati (ARG) Z | Wladimer Dgebuadze (GEO) Z | Martin Schmidt (GER) Z | Sebastian Pereira (BRA) Z | 3.            |

## Letnie Igrzyska Olimpijskie 2000
| Konkurencja | Rundy eliminacyjne    | Repasaże               | Repasaże                  | Repasaże               | Repasaże                  | Finały                    | Klas. końcowa |
| Konkurencja | Przeciwnik I          | Przeciwnik I           | Przeciwnik II             | Przeciwnik III         | Przeciwnik IV             | O 3 miejsce               | Miejsce       |
| ----------- | --------------------- | ---------------------- | ------------------------- | ---------------------- | ------------------------- | ------------------------- | ------------- |
| 73 kg       | Choi Yong-sin (KOR) P | Sagdat Sadykov (KGZ) Z | Sebastián Alquati (ARG) Z | Kenzō Nakamura (JPN) Z | Michel de Almeida (POR) Z | Anatolij Łariukow (BLR) P | 5.            |

## Letnie Igrzyska Olimpijskie 2004
| Konkurencja | Rundy eliminacyjne     | Rundy eliminacyjne      | Rundy eliminacyjne  | Repasaże                  | Repasaże                 | Repasaże          | Finały                   | Klas. końcowa |
| Konkurencja | Przeciwnik I           | Przeciwnik II           | Przeciwnik III      | Przeciwnik I              | Przeciwnik II            | Przeciwnik III    | O 3 miejsce              | Miejsce       |
| ----------- | ---------------------- | ----------------------- | ------------------- | ------------------------- | ------------------------ | ----------------- | ------------------------ | ------------- |
| 73 kg       | Sagdat Sadykov (KAZ) Z | Rodrigo Lucenti (ARG) Z | Lee Won-hee (KOR) P | Anatolij Łariukow (BLR) Z | Hennadij Biłodid (UKR) Z | João Neto (POR) Z | Daniel Fernandes (FRA) Z | 3.            |